# Krahô
I Krahô sono un gruppo etnico del Brasile che ha una popolazione stimata in 2.463 individui (2010).

## Lingua
Parlano la lingua krahô, lingua che appartiene alla famiglia linguistica Jê.

## Insediamenti
Vivono nello stato brasiliano di Tocantins, nella riserva indigena di Kraolândia omologata ufficialmente solo nel 1990. La riserva si trova nei comuni di Goiatins e Itacajá, tra il Alves Manoel Grande e Manoel Alves Pequeno, entrambi affluenti orientali del Tocantins, e il fiume Vermelho a nord.

## Storia
I primi contatti con i Krahô avvennero quando erano stanziati ancora vicino al fiume Balsas, un affluente del Parnaiba, all'inizio del XIX secolo in concomitanza con una serie di scontri che li videro coinvolti insieme agli agricoltori locali che cominciavano ad espandersi migrando dallo stato di Piauí nel sud del Maranhão. Dopo aver attaccato un ranch, subirono la rappresaglia portoghese guidata da Manuel José de Assunção che fece più di 70 prigionieri e trasferì molti di loro a São Luís. Dopo questi eventi, i Krahô cominciarono a sviluppare contatti pacifici con i "bianchi", ma non con gli altri gruppi indigeni vicini. Spostandosi sempre più vicino al fiume Tocantins, i Krahô iniziarono ad aiutare gli allevatori a combattere e catturare gli indigeni vicini (forse tutti appartenenti al gruppo etnico Timbira) per conto delle autorità della città di São Pedro de Alcântara, nel Maranhão. Gli indigeni catturati venivano poi venduti come schiavi e inviati nelle regioni più a nord. Tuttavia, quando i proprietari terrieri si furono liberati degli altri gruppi etnici, cominciarono a innervosirsi per i furto di bestiame ad opera dei Krahô, che in precedenza avevano accusato agli altri gruppi. Nel 1848 gli allevatori convinsero un missioanrio cappuccino, frate Rafael de Taggia, a trasferire i Krahô nel comune di Pedro Afonso, situato in una zona in cui si incontravano i fiumi Sono e Tocantins. Il gruppo si insediò lì, vicino al popolo dei Xerente, fino alla fine del XIX secolo, quando si spostarono verso nordest, raggiungendo l'area dove abitano sino ad oggi.
I conflitti ricominciarono solo dagli anni Quaranta quando un gruppo di allevatori locali si rese responsabile di un attacco omicida portato nei villaggi e della morte di 26 Krahô. La loro situazione cominciò a migliorare negli anni sessanta quando fu istituito il nuovo FUNAI sulle ceneri del vecchio Servizio di Protezione degli Indiani che istituì progetti di assistenza agricola. Negli anni ottanta cominciarono a fare forti richiesti per un riconoscimento della loro identità etnica. In questo contesto, nel 1986 si sono recati al Museu Paulista per chiedere la restituzione di un'ascia con una lama a forma di mezza luna, che avevano ceduto al museo molti anni prima considerata dai Krahô un oggetto fondamentale per le loro tradizioni e i loro riti religiosi e che, secondo i racconti, era stata usata per uccidere il capo di un mitico popolo nemico noto con il nome di Cokãmkiere. La scure tornò in mano Krahô dopo molte discussioni con i funzionari dell'amministrazione dell'Universidade de São Paulo, molti dibattiti sui giornali e sui media, e una risoluzione a livello giuridico.
I Krahô hanno assorbito membri di vari altri gruppi etnici, soprattutto tra il XIX e il XX secolo e in special modo da altri gruppi Timbira, come i Põrekamekrá, che avevano combattuto nel 1814, coloro che restavano dei Kenkateyê, decimati dai proprietari terrieri all'inizio del XX secolo, alcuni Apinayé e alcuni Apanyekrá.